# عملية برادوك
عملية برادوك هي أحد العمليات التي توضح استخدام الحرب النفسية بنجاح بغرض الضغط على أجهزة الأمن في الدولة الهدف. ففي أثناء الحرب العالمية الثانية قامت هيئة أفراد الحرب النفسية للحلفاء بعملية برادوك، وكان الهدف هو أن تزيد من خطر ملايين العمال الأجانب في ألمانيا على هيئة الأمن الداخلي الألماني.
لقد كانت الوسيلة التي استخدمت هي إسقاط من أربعة إلى خمسة ملايين لفافة من المتفجرات الحارقة الزمنية القوية ذات الحجم الصغير على مناطق في ألمانيا والنمسا حيث كان العمال الأجانب يتجمعون. وكانت كل رابطة من المواد المتفجرة تتضمن كارت تعليمات يصف طريقة الاستعمال ومكتوباً بتسع لغات علاوة على دليل يشير إلى الأهداف المحتملة.
وبالإضافة لذلك استغلت الوسائل المألوفة في الحرب النفسية، فالدعوة إلى حمل السلاح كانت توجه في إذاعات خلال الليل من محطة إذاعة للحلفاء اُطلِق عليها Soldatensender Calais، ولم تكن هذه الإذاعة تعرف نفسها على أنها إذاعة حليفة. كما استخدمت النشرات الرسمية التي كانت مذيلة بتوقيع جنرال آيزنهاور.

## هدف العملية
كان هدف برادوك مزدوجاً، وهما؛
1. الاستفادة بأكبر قدر ممكن من أعمال التخريب الفعلية التي يقوم بعا العمال الأجانب.
2. تحطيم أعصاب قوى أمن الأعداء إلى أقصى درجة ممكنة. وخلال الأسابيع الأولى من عام 1945، عندما كان أمراً غير محتمل الوقوع، رُفِض هدف التخريب.

وبالرغم من ذلك، فإن التقارير التي أوردت إلى الحلفاء من العواصم المحايدة مثل ستوكهولم وبرن، والتي استخلصت من الإذاعة الألمانية فقدمت الدليل على أن النداء الإذاعي أقلق المسئولين النازيين وحيرهم كثيراً. واستمر العمل في تحقيق الهدف الثاني، وهو: 
<<شغل إدارة الأمن الألمانية بجعلها في حالة مستمرة من الخوف والترقب حتى أبريل سنة 1945، عندما اتضح أن نهاية الحرب قريبة>>
ودلت الاستجوابات التي أُجريت مع العمال الأجانب بعد انتهاء الحرب على وجود عقد نفسية في اتجاهاتهم. فليس مجرد الخوف من البوليس هو الذي خلق في هذه الجماعات روح التردد والإحجام عن القيام بأعمال التخريب.  ولكن أول عقدة نفسية كانت لدى هؤلاء العمال هي حينما فكروا تفكيراً منطقياً بأنهم لتخريب المصانع الألمانية هي جهود لم يكن لها داع نظراً إلى التدمير الهائل الذي أحدثته قوات الحلفاء الجوية.
أما العقدة النفسية الثانية فهي قولهم بصراحة أن إحجامهم عن الاشتراك في أعمال التخريب يقوم على اعتبار أنهم لم يرغبوا في القضاء على سير العمل في مصنعهم. فالقضاء على سير العمل من شأنه أن يشكل عقبات شخصية لخسارتهم الأجور أو بطاقات التموين خلال الفترة المطلوب فيها إجراء إصلاحات أو الانتقال لمصنع آخر. ولذلك كان رجال الدعاية في قوات الحلفاء غير واقعيين عندما طلبوا من العمال الأجانب أكثر مما يستطيع هؤلاء العمال أن يقدموه.